# 성별 불쾌감
젠더 불쾌감(영어: gender dysphoria 젠더 디스포리아[*]) 또는 성별 불쾌감(性別不快感)은 출생시 지정된 자신의 신체적인 성별이나 성 역할에 대한 불쾌감을 뜻한다. 이는 자신의 지정성별과 젠더가 성정체성과 일치하지 않아 발생하는 현상이며, 이런 사람을 트랜스젠더라 부른다. 쌍둥이들을 대상으로 연구한 결과, 자신의 젠더가 지정성별과 다르다고 생각하게 되는 원인에는 정신 또는 행동적 원인 외에도 유전자 또는 출생 전 호르몬 노출도 등의 생물학적 원인도 포함되는 것으로 나타났다.
과거에는 DSM에서 "성정체성 장애"(性正體性障礙, 영어: gender identity disorder, GID)라는 진단명을 사용하기도 했으나, 2013년 개정된 DSM-5에서는 이를 성별 불쾌감으로 재분류하였다. 이는 디스포리아에 대한 의학적 이해가 발전된 것을 반영하고, ‘장애’라는 단어로 발생하는 낙인효과를 없애고자 한 것이다.
DSM-5를 출간하는 미국 정신의학회(American Psychiatric Association)는 젠더 디스포리아는 젠더 비관행(gender nonconformity)과는 다른 것임을 밝히며 다음과 같이 발표했다.
젠더 비관행은 그 자체로는 정신장애가 아니다. 또한 젠더 디스포리아를 규정하는 핵심은 (지정성별과 자신의 젠더 정체성의 불일치라는) 조건으로 인해 임상적으로 중대한 고통을 겪는지 여부이다.

일군의 트랜스젠더들과 연구자들은 진단 목록에서 이를 제외해야 한다고 주장한다. 젠더 변이(gender variance)를 병리화하고 성별 이분법을 강화한다고 보기 때문이다.
또한 2018년 6월 세계보건기구(WHO)에서도 "성별 불일치"(性別不一致, 영어: gender incongruence)를 국제질병분류(ICD)의 질병에서 제외했다.

## 증상
어린이의 젠더 디스포리아 증상은 다음과 같은 내용을 포함한다.
- 자신의 생식기에 대한 혐오감
- 또래집단으로부터 사회적으로 고립감을 느낌
- 불안, 외로움, 우울 등

미국 정신의학회에 의하면, 트랜스젠더 어린이들은 학교나 양육환경, 요양 시설이나 노숙인 시설, 청소년 사법 프로그램 등에서 괴롭힘과 폭력을 당할 확률이 그렇지 않은 어린이들 보다 높다고 한다.
젠더 디스포리아를 겪는 성인은 더 높은 확률로 스트레스와 고립감, 우울, 낮은 자존감을 경험하며 자살을 할 확률도 높다. 연구 결과 트랜스젠더들은 자살 시도 횟수가 극단적으로 높은데, 미국에 사는 트랜스젠더 6,450명을 조사한 결과 41%가 자살을 시도한 적이 있고, 이는 미국 평균인 1.6% 보다 높다. 커밍아웃 뒤에도 가족과의 유대가 강하게 유지되는 이들의 경우 자살 시도 수가 낮아졌다는 것도 밝혀졌지만, 그러한 경우에도 평균보다는 자살 시도 수가 높은 것으로 나타났다. 또한 트랜스젠더들은 식이장애와 같은 특정 정신질환의 유병률이 높은 것으로 나타났다.
지정성별이 남성인 트랜스젠더들은 조기 발병자와 후기 발병자로 나뉜다. 젠더 디스포리아가 조기에 나타날 경우, 아동기에 행동학적인 증상을 보인다. 일시적으로 자신을 게이로 정체화 할 수 있고, 성인이 된 후 대체로 남성에게 끌림을 느낀다. 후기에 젠더 디스포리아를 겪는 경우 아동기에는 전조가 나타나지 않는데, 일부는 어릴 때 남몰래 여자가 되고 싶다고 느꼈다고 보고했다. 이들은 종종 여성에게 끌림을 느끼고 레즈비언으로 정체화하기도 한다. 전환 시술 전에는 다른 성별의 옷을 입는 행위에 성적인 희열을 경험하는 일이 종종 있다. 지정성별이 여성인 트랜스젠더들은 전통적인 통계에서는 2차성인 이전인 조기에 증상이 나타나며 여성애적 경향을 보이는 경우가 대부분이다.

## 원인
젠더 디스포리아는 자신의 젠더 정체성에 대한 불만족으로 인해 나타나며, 정서적인 고통을 야기한다. 젠더 디스포리아로 인해 겪게 되는 정신적 고통과 장애에 대해서는 의견이 갈린다. 일각에서는 디스포리아 환자들이 겪는 증상의 원인을 사회적인 낙인과 부당한 대우로 보고 있으며, 사회의 성별이분법적인 가치관이 약해지면 트랜스젠더들이 어려움을 덜 겪을 것으로 예상한다.
쌍둥이를 대상으로 한 연구에서는 디스포리아에 대한 유전적 영향이 62%라고 주장하며, 가족력이 있을 것으로 추정하기도 했다.

## 진단
미국 정신의학회는 DSM-5에 진단기준을 수록했으며, 청소년과 성인이 다음의 진단 기준 중 적어도 두 가지 이상 충족하는 경우, 그리고 증상이 6개월 이상 지속되었을 경우 젠더 디스포리아로 진단하도록 했다.
- 지정성별이 아닌 다른 성별이 되고 싶은 강한 욕구
- 지정성별이 아닌 다른 성별로서 대우받고자 하는 강한 욕구
- 자신의 성 정체성과 자신의 신체적 성징(性徵) 사이의 중대한 불일치감
- 지정성별의 성징이 아닌 다른 성의 성징을 갖고자 하는 강한 욕구
- 자신의 성 정체성과 일치하지 않은 자신의 성징을 없애고 싶어하는 강한 욕구
- 자신의 지정성별과 다른, 자신이 정체화한 성이 보이는 일반적인 행동과 정서를 자신이 지니고 있다는 강한 믿음

더하여, 위의 조건들이 임상적으로 중대한 심리적 고통이나 장애와 함께 나타나야 한다.
DSM-5로 개정되면서 위의 진단은 성적장애 항목에서 제외되었으며, 대신 독자적인 항목으로 독립되었다.진단명도 성정체성장애라는 명칭이 낙인 효과를 초래한다는 비판을 받아들여 젠더 디스포리아로 변경되었으며, 성 지향성의 하위항목이라는 설명도 삭제되었다. 아동을 위한 진단 기준은 별로도 정리되어 있는데, 이것은 아동이 자신의 경험을 통찰하고 그를 표출하는 능력이 상대적으로 부족하다고 보기 때문이다.위의 조건을 만족하지 않지만 임상적인 문제를 보이는 경우 ‘달리 명시된 젠더 디스포리아’나 ‘명시되지 않은 젠더 디스포리아’로 진단할 수 있다.
국제질병분류(International Classification of Diseases, ICD-10)는 젠더 정체성과 관련한 문제들을 다음과 같이 목록화한다.
- 성전환증 (F64.0): 반대의 성에 속하여 살기를 바라는 욕구로, 성전환 수술이나 호르몬 조치 등을 함께 원하곤 함
- 아동기 성정체성 장애 (F64.2): 사춘기 이전에 나타나는, 자신의 지정성별에 대한 지속적이고 극심한 심리적 고통
- 달리 명시된 성정체성 장애 (F64.8)
- 명시되지 않은 성정체성 장애 (F64.9)
- 성성숙장애 (F66.0): 불안과 심리적 고통을 야기하는, 자신의 성 정체성 혹은 성 지향성에 대한 불확실감

위의 내용은 ICD-11에서 크게 바뀌었다. 2018년 8월에 발표된 ICD-11에서는 위의 항목들을 ‘성별 불일치’로 명명하며 ‘성건강 관련 항목’으로 분류하여 다음과 같이 정리했다.
- 청소년기 및 성인기의 성별 불일치 (HA60): 기존의 F64.0을 대체함
- 아동기의 성별 불일치 (HA61): 기존의 F64.2를 대체함
- 명시되지 않은 성별 불일치 (HA6Z): 기존의 F64.9를 대체함

성성숙장애 항목은 이중역할 의상도착증과 함께 삭제되었다. ICD-11에서는 성별불일치를“유의미하고 지속적으로 나타나는, 개인이 느끼는 자신의 성과 지정성별 사이의 불일치감”으로 정의한다. 이는 DSM-5의 정의와 비슷하나, 중대한 심리적 고통이나 장애에 대한 부분은 빠져있다.

## 같이 보기
- 성정체성
- 성전환증
- 섹스와 젠더의 구분